# 終息
| ウィキペディアには「終息」という見出しの百科事典記事はありません（タイトルに「終息」を含むページの一覧/「終息」で始まるページの一覧）。 代わりにウィクショナリーのページ「終息」が役に立つかもしれません。 |